# Malcolm Turnbull
Malcolm Bligh Turnbull (Sydney, 24 d'octubre de 1954) és un polític australià Primer Ministre del seu país entre el 2015 i el 2018. Abans, va ser el líder de l'oposició al Parlament Australià, i el líder parlamentari del Partit Liberal, succeint en Brendan Nelson des del 16 setembre del 2008 fins a l'1 de desembre de 2009.
Turnbull és el diputat liberal per Wentworth als suburbis de l'est de Sydney des d'octubre de 2004. Va ser Ministre de Medi Ambient i Recursos Hídrics el 2007. Abans d'esdevenir diputat, va exercir d'advocat, banquer i cap del Moviment Republicà Australià. Turnbull és el primer republicà que ha dirigit el Partit Federal Liberal.